# Сілланська мова
Сілланська мова (старокорейська) — мова королівства Сілла, саме з неї розвинулась сучасна корейська мова та чеджуська мова. Наряду з Когурьоською мовою і Пекче була основною мовою на корейському півострові.